# Лаитер
Лаите́р (фр. Lahitère, окс. La Hitèra) — коммуна во Франции, находится в регионе Юг — Пиренеи. Департамент — Верхняя Гаронна. Входит в состав кантона Монтескьё-Вольвестр. Округ коммуны — Мюре.
Код INSEE коммуны — 31267.

## География
Коммуна расположена приблизительно в 650 км к югу от Парижа, в 60 км к югу от Тулузы.
По территории коммуны протекает небольшая река Бусеголь (англ. Bousségole).

## Климат
Климат умеренно-океанический. Зима мягкая и снежная, весна характеризуется сильными дождями и грозами, лето сухое и жаркое, осень солнечная. Преобладают сильные юго-восточные и северо-западные ветры.

## Население
Население коммуны на 2010 год составляло 52 человека.
| 1962 | 1968 | 1975 | 1982 | 1990 | 1999 | 2010 |
| ---- | ---- | ---- | ---- | ---- | ---- | ---- |
| 67   | 49   | 46   | 50   | 33   | 38   | 52   |

## Экономика
В 2010 году среди 33 человек трудоспособного возраста (15—64 лет) 19 были экономически активными, 14 — неактивными (показатель активности — 57,6 %, в 1999 году было 65,0 %). Из 19 активных жителей работали 18 человек (10 мужчин и 8 женщин), безработным был 1 мужчина. Среди 14 неактивных 2 человека были учениками или студентами, 8 — пенсионерами, 4 были неактивными по другим причинам.